# Фаусто Россі
Фаусто Россі (італ. Fausto Rossi, нар. 3 грудня 1990, Турин) — італійський футболіст, півзахисник.

## Клубна кар'єра
Народився 3 грудня 1990 року в місті Турин. У віці 8 років Россі почав займатися в академії «Ювентуса». У 2008 році його включили до складу прімавери — молодіжної команди до 20 років, з якою він двічі виграв престижний турнір Віареджо.
Після завершення виступів на молодіжному рівні Фаусто вирушив до Серії B, де на правах оренди виступав спочатку півтора року у «Віченці», а потім ще стільки ж за «Брешію».
В серпні 2013 року хавбек був орендований іспанським клубом «Реал Вальядолід», де провів один рік, після чого сезон 2014/15 також на правах оренди провів в іспанській Ла Лізі, виступаючи за «Кордову».
У сезоні 2015/16 знову грав у Серії В, цього разу на правах оренди за «Про Верчеллі». Всього за сезон встиг відіграти за команду з міста Верчеллі 20 матчів у національному чемпіонаті, після чого влітку 2016 року у Фаусто завершився контракт з «Ювентусом» і він став вільним агентом.

## Виступи за збірні
2006 року дебютував у складі юнацької збірної Італії, взяв участь у 2 іграх на юнацькому рівні.
Протягом 2008—2013 років залучався до складу молодіжної збірної Італії, разом з якою став фіналістом молодіжного Євро-2013, зігравши на турнірі у всіх п'яти матчах. Загалом на молодіжному рівні зіграв у 28 офіційних матчах, забив 1 гол.

## Статистика виступів

### Статистика клубних виступів
| Сезон               | Команда             | Чемпіонат           | Чемпіонат | Чемпіонат | Національний кубок | Національний кубок | Національний кубок | Континентальні кубки | Континентальні кубки | Континентальні кубки | Інші змагання | Інші змагання | Інші змагання | Усього | Усього |
| Сезон               | Команда             | Ліга                | Ігор      | Голів     | Ліга               | Ігор               | Голів              | Ліга                 | Ігор                 | Голів                | Ліга          | Ігор          | Голів         | Ігор   | Голів  |
| ------------------- | ------------------- | ------------------- | --------- | --------- | ------------------ | ------------------ | ------------------ | -------------------- | -------------------- | -------------------- | ------------- | ------------- | ------------- | ------ | ------ |
| 2009–10             | «Ювентус»           | A                   | 0         | 0         | КІ                 | 0                  | 0                  | ЛЧ                   | 0                    | 0                    | -             | -             | -             | 0      | 0      |
| 2010–11             | «Віченца»           | B                   | 16        | 0         | КІ                 | 3                  | 1                  | -                    | -                    | -                    | -             | -             | -             | 19     | 1      |
| 2011–12             | «Віченца»           | B                   | 8         | 0         | КІ                 | 1                  | 0                  | -                    | -                    | -                    | -             | -             | -             | 9      | 0      |
| Усього за «Віченцу» | Усього за «Віченцу» | Усього за «Віченцу» | 24        | 0         |                    | 4                  | 1                  |                      | -                    | -                    |               | -             | -             | 28     | 1      |
| 2011–12             | «Брешія»            | B                   | 12        | 3         | КІ                 | -                  | -                  | -                    | -                    | -                    | -             | -             | -             | 12     | 3      |
| 2012–13             | «Брешія»            | B                   | 32+2      | 0         | КІ                 | 0                  | 0                  | -                    | -                    | -                    | -             | -             | -             | 34     | 0      |
| Усього за «Брешію»  | Усього за «Брешію»  | Усього за «Брешію»  | 44+2      | 3         |                    | 0                  | 0                  |                      | -                    | -                    |               | -             | -             | 46     | 3      |
| 2013–14             | «Реал Вальядолід»   | ПД                  | 31        | 1         | КІ                 | 1                  | 0                  | -                    | -                    | -                    | -             | -             | -             | 32     | 1      |
| 2014–15             | «Кордова»           | ПД                  | 25        | 0         | КІ                 | 1                  | 0                  | -                    | -                    | -                    | -             | -             | -             | 25     | 0      |
| 2015–16             | «Про Верчеллі»      | B                   | 20        | 2         | КІ                 | -                  | -                  | -                    | -                    | -                    | -             | -             | -             | 20     | 2      |
| Усього за кар'єру   | Усього за кар'єру   | Усього за кар'єру   | 143+2     | 6         |                    | 6                  | 1                  |                      | 0                    | 0                    |               | -             | -             | 151    | 7      |